# روبرت فوكس (ملحن)
روبرت فوكس (بالألمانية: Robert Fuchs)‏ هو موزع وملحن نمساوي، ولد في 15 فبراير 1847 في Frauental an der Laßnitz ‏ في النمسا، وتوفي في 19 فبراير 1927 في فيينا في النمسا.

## وصلات خارجية
- روبرت فوكس على موقع ميوزك برينز (الإنجليزية)
- روبرت فوكس على موقع أول ميوزيك (الإنجليزية)
- روبرت فوكس على موقع ديسكوغز (الإنجليزية)